# Adolf Lantz
Adolf Lantz (* 30. November 1882 in Wien; † 19. August 1949 in London) war ein österreichischer Theaterleiter, -regisseur und Drehbuchautor.

## Leben und Wirken
Lantz wirkte vor dem Ersten Weltkrieg als Theaterdirektor. An dem von ihm zwischen 1910 und 1914 geleiteten Deutschen Schauspielhaus Berlin traten unter anderem die Schauspieler Friedrich Kayßler und Paul Otto auf. Seine Inszenierung von Goethes Egmont war ein großer Erfolg. In späteren Jahren leitete Adolf Lantz auch das Königliche Operntheater Kroll und das Theater am Zoo (beides ebenfalls Berlin). An der Leitung des Kabaretts 'Die Rakete' war er ebenfalls beteiligt. Zu den von ihm geförderten Theaterkünstlern zählen Alfred Abel, Helene Fehdmer und Reinhold Schünzel. 
Zu Beginn des Ersten Weltkrieges begann er für den Stummfilmpionier Max Mack zu arbeiten und verfasste für ihn unter anderem eine Adaption von Hermann Sudermanns Der Katzensteg. In den 20er Jahren war Lantz ein vielbeschäftigter Drehbuchautor, der sowohl heitere als auch ernste Stoffe beherrschte.
Nach der Machtübernahme der Nationalsozialisten ging Lantz nach Österreich, wo er mit Sonnenstrahl 1933 sein letztes Drehbuch verkaufen konnte. Nach dem Anschluss Österreichs emigrierte er nach Paris, wo er 1938 den Schnitt für Kurt Bernhardts Carrefour besorgte. Schließlich ging er nach Großbritannien. Dort betätigte er sich vor allem als Übersetzer englischer Autoren (Philipp Gibbs, Victor Canning). Von Oktober 1948 bis April 1949 hielt er sich in den USA auf, um seinen Sohn Robert Lantz (1914–2007) zu besuchen, einen Journalisten, Gelegenheitsproduzenten sowie Schauspieler- und Literaturagent. Anschließend kehrte Adolf Lantz nach London zurück. Dort starb er vier Monate darauf.

## Filmografie
| als Drehbuchautor - 1915: Das achte Gebot - 1915: Kehre zurück! Alles vergeben! - 1915: Der Katzensteg - 1919: Matrimonium Sacrum - 1919: Der Kampf um die Ehe (2 Teile) - 1919: Freie Liebe - 1921: Die große und die kleine Welt - 1921: Ilona - 1921: Die Erbin von Tordis - 1922: Tabea, stehe auf! - 1923: Ein Glas Wasser - 1923: Tragödie der Liebe - 1923: Frühlingserwachen - 1924: Auf gefährlichen Spuren - 1924: Der geheime Agent - 1924: Lumpen und Seide - 1924: Mensch gegen Mensch - 1925: Der Herr Generaldirektor - 1925: Elegantes Pack - 1925: Das Fräulein vom Amt - 1925: Die Moral der Gasse - 1925: Der Tänzer meiner Frau - 1926: Zopf und Schwert - 1926: Der goldene Schmetterling | - 1926: Die geschiedene Frau - 1926: Staatsanwalt Jordan - 1926: Der lachende Ehemann - 1926: Die Königin des Weltbades - 1926: Dagfin - 1926: Madame wünscht keine Kinder - 1926: Ledige Töchter - 1927: Das Fürstenkind - 1927: Der Geisterzug - 1927: Der fröhliche Weinberg - 1928: Abwege - 1928: Schmutziges Geld - 1928: Rutschbahn - 1928: Haus Nummer 17 - 1929: Großstadtschmetterling - 1929: Jugendtragödie - 1930: Hai-Tang. Der Weg zur Schande (The Flame of Love) - 1931: Ihre Majestät die Liebe - 1931: Die Faschingsfee - 1931: … und das ist die Hauptsache!? - 1931: Elisabeth von Österreich - 1932: Rasputin - 1932: Eine Nacht im Paradies - 1933: Sonnenstrahl - 1935: Kochaj tylko mnie - 1938: Carrefour (nur Schnitt) |